# Lola Cornero
Helena Dorothea Catharina Rasmussen (Kiel, 30 maart 1892 — Amsterdam, 6 mei 1980) was een Duits actrice en chanteuse die gedurende de jaren 10 en 20 van de twintigste eeuw werkzaam was in Nederland onder de artiestennaam Lola Cornero.

## Biografie
Ze werd in Duitsland geboren als dochter van een Deense scheepskapitein en een Duitse moeder. Ze bezocht scholen in Finland, Duitsland, Schotland, Frankrijk en Engeland. Vanaf haar veertiende leeftijdsjaar trad ze op in Engeland en brak ze door in het vaudevilletheater.
Cornero kwam in 1915 naar Nederland om er te werken als zangeres. Ze trad op bij onder anderen Jean-Louis Pisuisse. Nadat ze op een terras in Amsterdam werd ontdekt door Maurits Binger, sloot ze zich in 1916 aan bij de Filmfabriek Hollandia en speelde voor de filmmaatschappij tot en met 1920 in stomme films. Het publiek kende haar als uiterst modieuze dame die in de betere kringen verkeerde; ze werd ook wel 'de wandelende modeshow' genoemd. De pers omschreef haar als 'de verleidster van de stomme film'; "geraffineerd, mooi, zwoel en gewaagd". Naar eigen zeggen baalde Cornero ervan altijd de femme fatale te moeten spelen, omdat ze zichzelf beschouwde als "lief meisje".
In 1920 stopte Cornero met acteren om een operettezangeres en cabaretière te worden. Op 24 december 1925 trouwde ze met de rijke diamantair Henri Tas, die ze tien jaar eerder leerde kennen toen ze nog werkzaam was bij Pisuisse. Ze gaf voor hem tijdelijk het theater op, maar keerde al snel terug naar de schouwburg te Den Haag. Ze bleef 46 jaar lang getrouwd met Tas, tot aan zijn overlijden. Cornero stierf op 88-jarige leeftijd in haar woonplaats Amsterdam.

## Filmografie

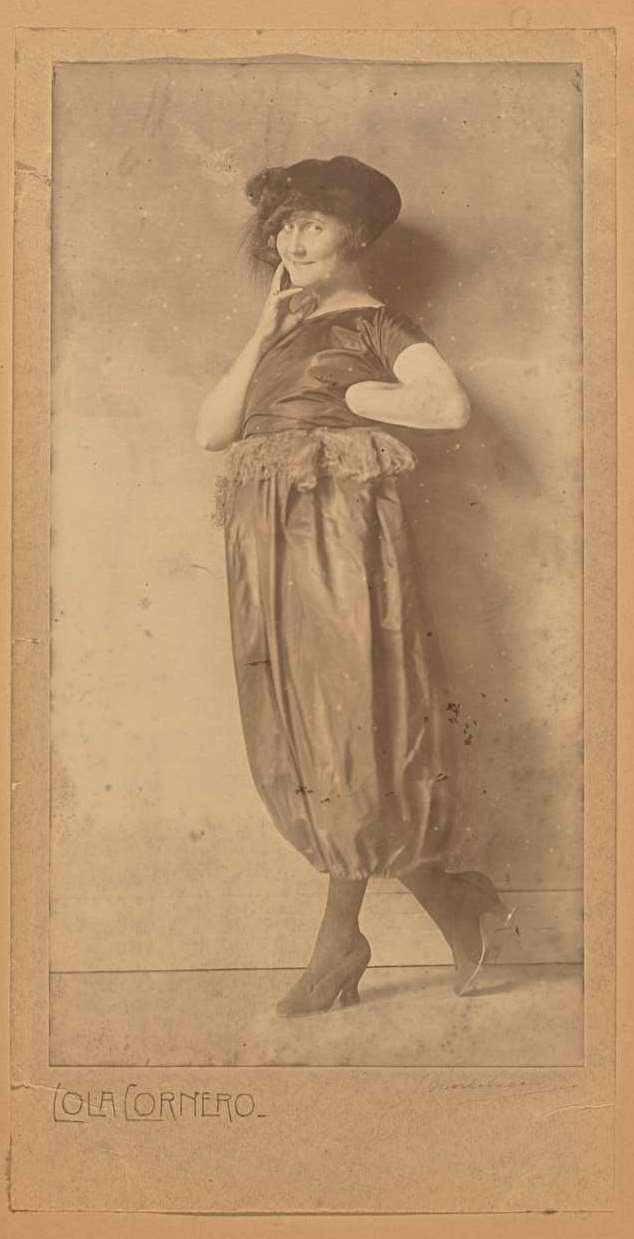
Lola Cornero